# Alucita inflativora
Alucita inflativora is een vlinder uit de familie van de waaiermotten (Alucitidae). De wetenschappelijke naam van de soort is voor het eerst geldig gepubliceerd in 2009 door Gielis & Buszko.
De soort komt voor in tropisch Afrika.